# Kanton Lapleau
Der Kanton Lapleau war von 1790 bis 2015 ein französischer Wahlkreis im Département Corrèze und in der damaligen Region Limousin. Er umfasste acht Gemeinden im Arrondissement Tulle; sein Hauptort (frz.: chef-lieu) war Lapleau. Die landesweiten Änderungen in der Zusammensetzung der Kantone brachten im März 2015 seine Auflösung.

## Gemeinden
| Gemeinde                   | Einwohner (Stand: 2022) | Code postal | Code Insee |
| -------------------------- | ----------------------- | ----------- | ---------- |
| Lafage-sur-Sombre          | 135                     | 19320       | 19097      |
| Lapleau                    | 386                     | 19550       | 19106      |
| Latronche                  | 114                     | 19160       | 19110      |
| Laval-sur-Luzège           | 102                     | 19550       | 19111      |
| Saint-Hilaire-Foissac      | 191                     | 19550       | 19208      |
| Saint-Merd-de-Lapleau      | 193                     | 19320       | 19225      |
| Saint-Pantaléon-de-Lapleau | 64                      | 19160       | 19228      |
| Soursac                    | 520                     | 19550       | 19264      |